# Holcojoppa heinrichi
Holcojoppa heinrichi là một loài tò vò trong họ Ichneumonidae.